# Francisco Ponce de León y Encina
Francisco Ponce de León y Encina (Albacete, 1859-Madrid, 4 de diciembre de 1920) fue un jurista español del siglo XX.

## Biografía
Perteneció a una familia de juristas y regidores de la villa de Albacete. Nació aproximadamente en 1859, siendo el cuarto de los nueve hijos del abogado y Registrador de la Propiedad, Juan Galo Ponce de León y Monedero y de María de la Encarnación Encina y Ordóñez.
Nieto de Francisco Ponce de León y Martínez, natural de la villa de Albacete y de María Rosa Monedero y Collado, natural de Quintanar del Rey, Cuenca y de Juan Tomás Encina del Peral, natural de la villa de Albacete y de Isabel Ordóñez, natural de Benarrabá, Málaga.
Vivió en Albacete hasta 1866, año en el que se trasladó con su familia a Algeciras, donde su padre, Juan Galo Ponce de León y Monedero ejerció como Registrador de la Propiedad, cargo del que se jubiló en 1876 Poco después, se instalan en Málaga, donde Juan Galo ejerció su profesión de abogado, en su despacho de la calle Ancha Madre de Dios, n.º14, hasta su fallecimiento en 1877.
Estudió leyes y trabajo como Oficial de 3ª clase de la Administración de Hacienda Pública de la provincia de Barcelona de 1882 a 1886
Se casó en la villa La Orotava, Santa Cruz de Tenerife, el 16 de octubre de 1891, con Felisa Fumagallo y Medina, hija de Luis Fumagallo y Gall y de María del Rosario Medina y Schwerer. De este matrimonio no nacieron hijos.
Ejerció como abogado en Madrid, tuvo despachos en la calle Argensola n.º 13 (1896 y 1897), en calle Almirante n.º 2 (1899), en la calle Salesas n.º 4 (1901 y 1902), en la calle Conde Xiquena n.º4 (1902) y en la calle San Mateo n.º 22 (de 1904 a 1909). Además fue abogado consultor del Banco Anglo-Español en Madrid (1908).
Nombrado en turno de reposición de cesantes Oficial de tercera clase, en la Intervención de Hacienda Pública de Segovia en 1912.
El 15 de marzo de 1916 en Madrid, falleció a los ochenta años de edad, su madre, María de la Encarnación Encina y Ordóñez.
Oficial de segunda clase de la Dirección General del Timbre, de Hacienda Pública en 1919.
Falleció en Madrid el 4 de diciembre de 1920.